# Xylomannane
Le xylomannane est une molécule antigel découverte au début du XXIe siècle dans des scarabées d’Alaska tolérant le froid : Upis ceramboides (en). Contrairement aux protéines antigel, le xylomannane n’est pas une protéine. Il s’agit d’une combinaison de sucre et d’acide gras que l’on trouve dans les membranes cellulaires.

Le xylomannane est aussi extrait de l’algue rouge Nothogenia fastigiata. La fraction aqueuse F6 de xylomannane sulfaté provenant de cette algue s’est avérée inhibitrice de la réplication d’une variété de virus dont l’Herpes simplex virus de type 1 et 2 (HSV-1 et HSV-2).  Cette même molécule est également capable de diminuer l’adsorption du HSV sur la cellule hôte.